# Антверпен
Антве́рпен (нидерл. Antwerpenо файле [ˈɑntˌʋɛrpə(n)], фр. Anvers [ɑ̃vɛʁs], западнофлам. Antwerpn) — город во Фламандском регионе Бельгии. Второй по величине населения (после Брюсселя) город страны, самый большой город Фландрии. Административный центр провинции Антверпен. Город расположен на обоих берегах реки Шельды.
Морской порт Антверпена входит в двадцатку крупнейших портов мира и является вторым в Европе после порта города Роттердама.
Город считается «бриллиантовой столицей мира». Через Антверпен проходят 84 % всех необработанных и 50 % обработанных алмазов в мире.

## Этимология
Согласно фольклору, отражённому в статуе напротив здания муниципалитета, название города пошло из легенды о мифическом великане Дрюоне Антигоне, который жил у моста через Шельду и брал плату с тех, кто пересекал реку. Тех же, кто отказывался платить, ждала ужасная участь: великан отрывал им руки и бросал в воду. Но однажды великан был побеждён римским воином по имени Брабо, который отрубил ему руку и выбросил её в Шельду. По народному поверью, именно это событие предопределило название города: в переводе с нидерландского, «hand werpen» — «бросать руку».

## История

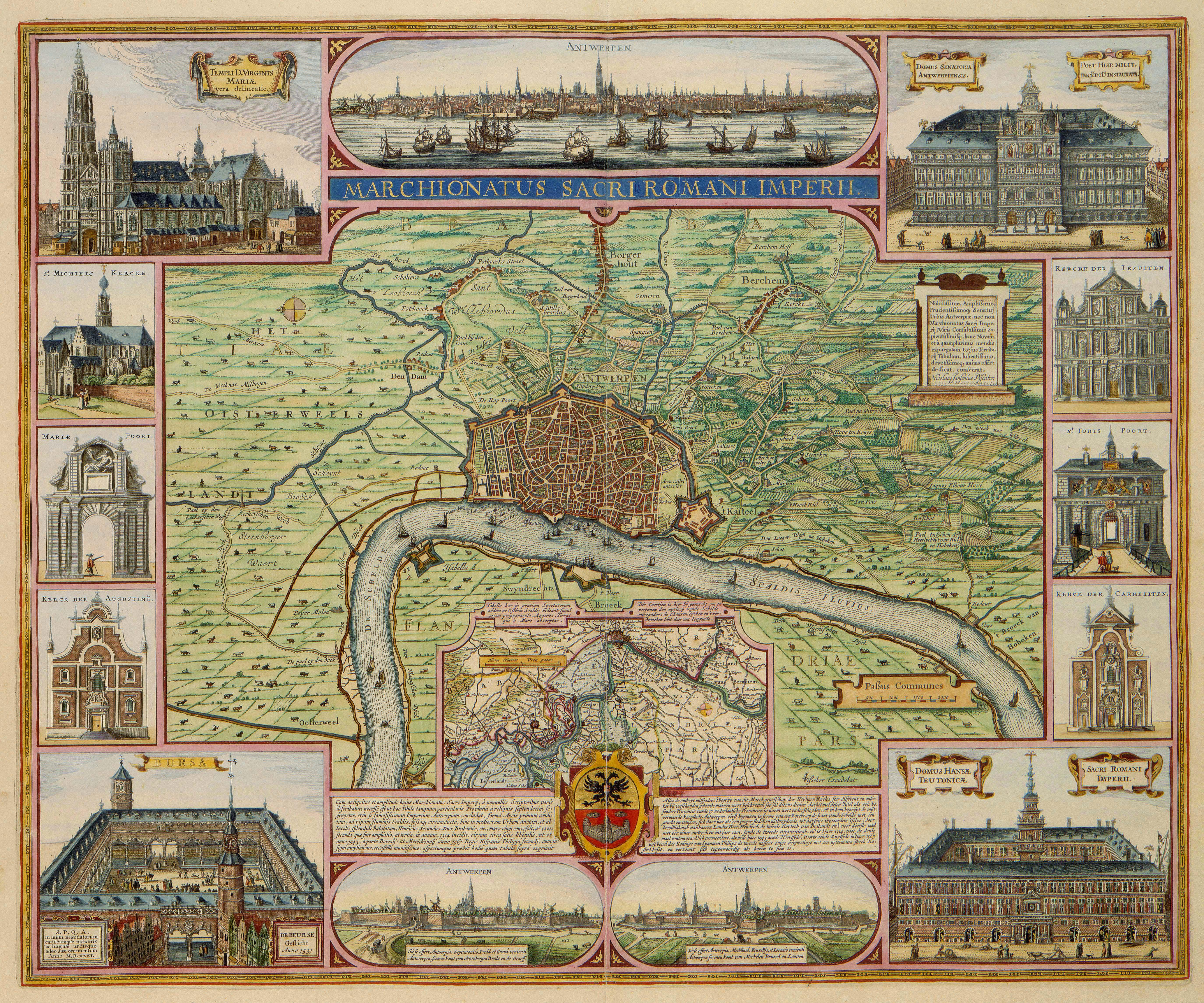
Карта Антверпена (1624 г.)

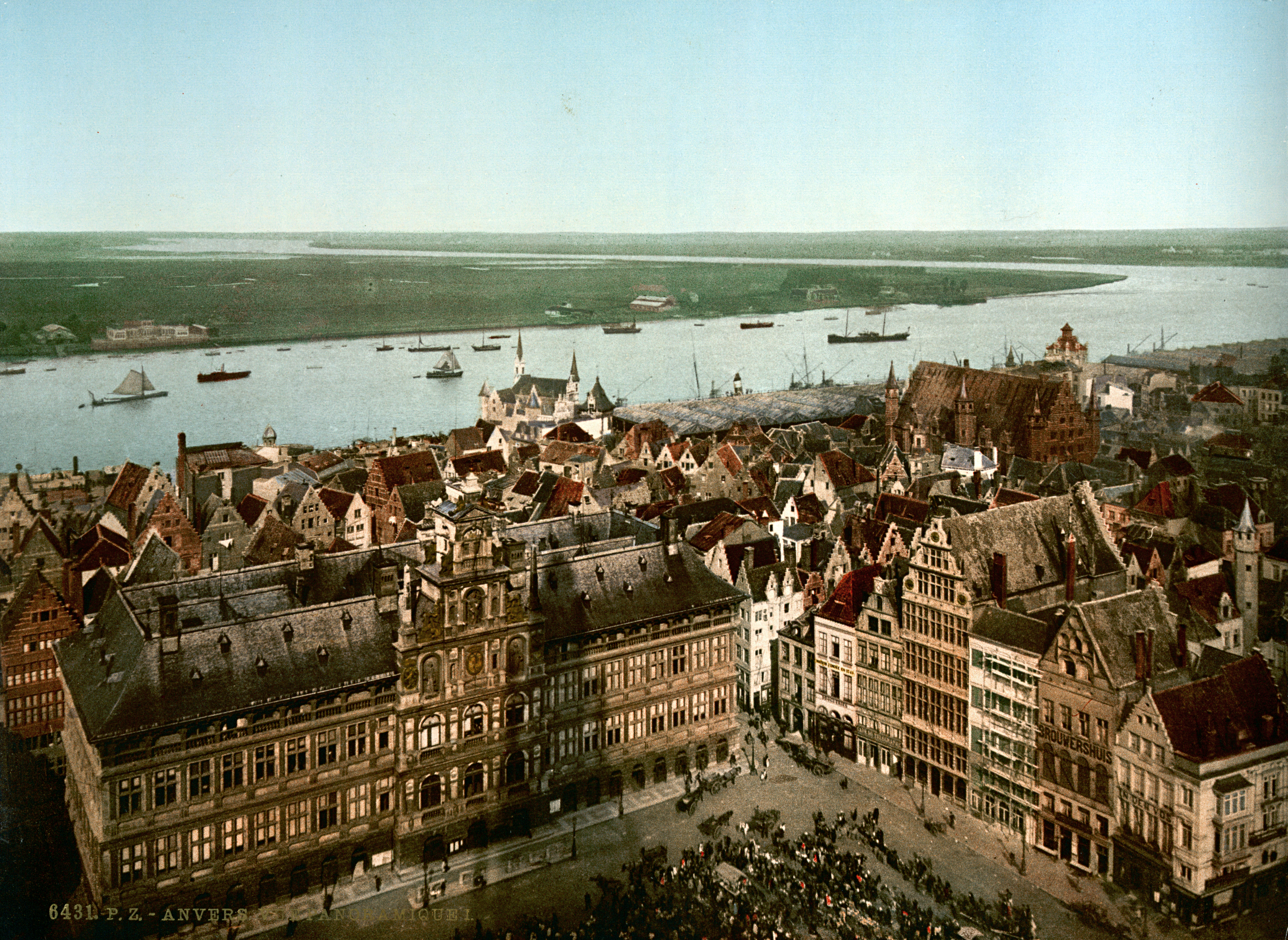
Антверпен и река Шельда, фотохром ок. 1890—1900 гг.

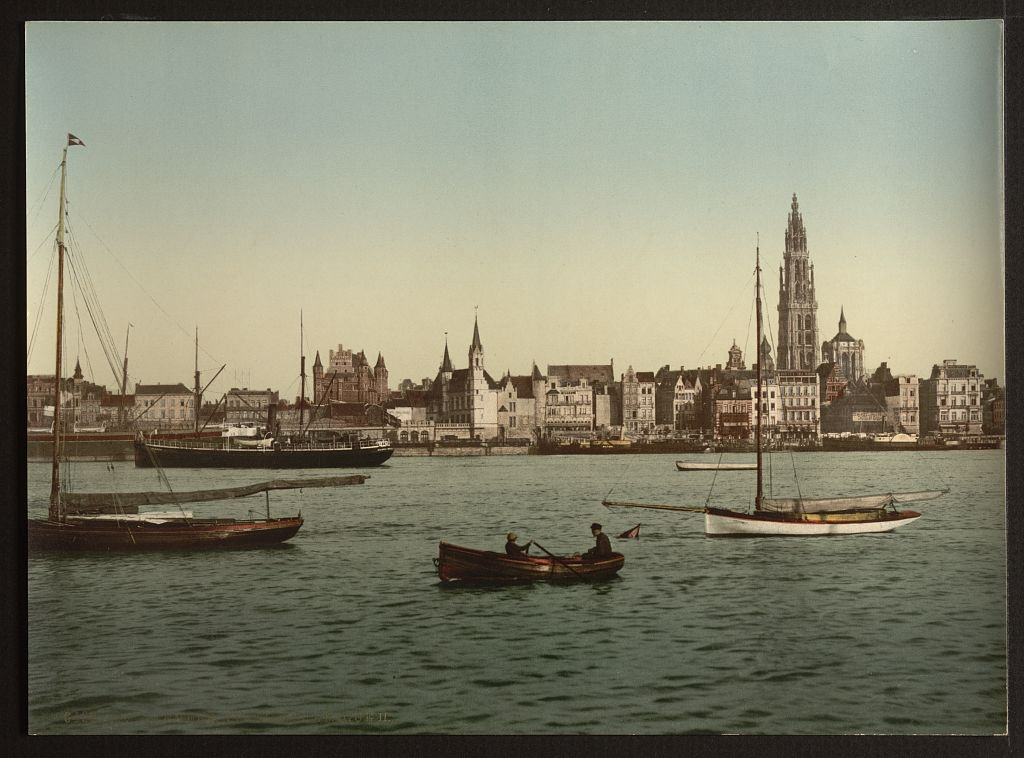
Антверпен, Бельгия, левый берег Шельды (ок. 1890—1900)

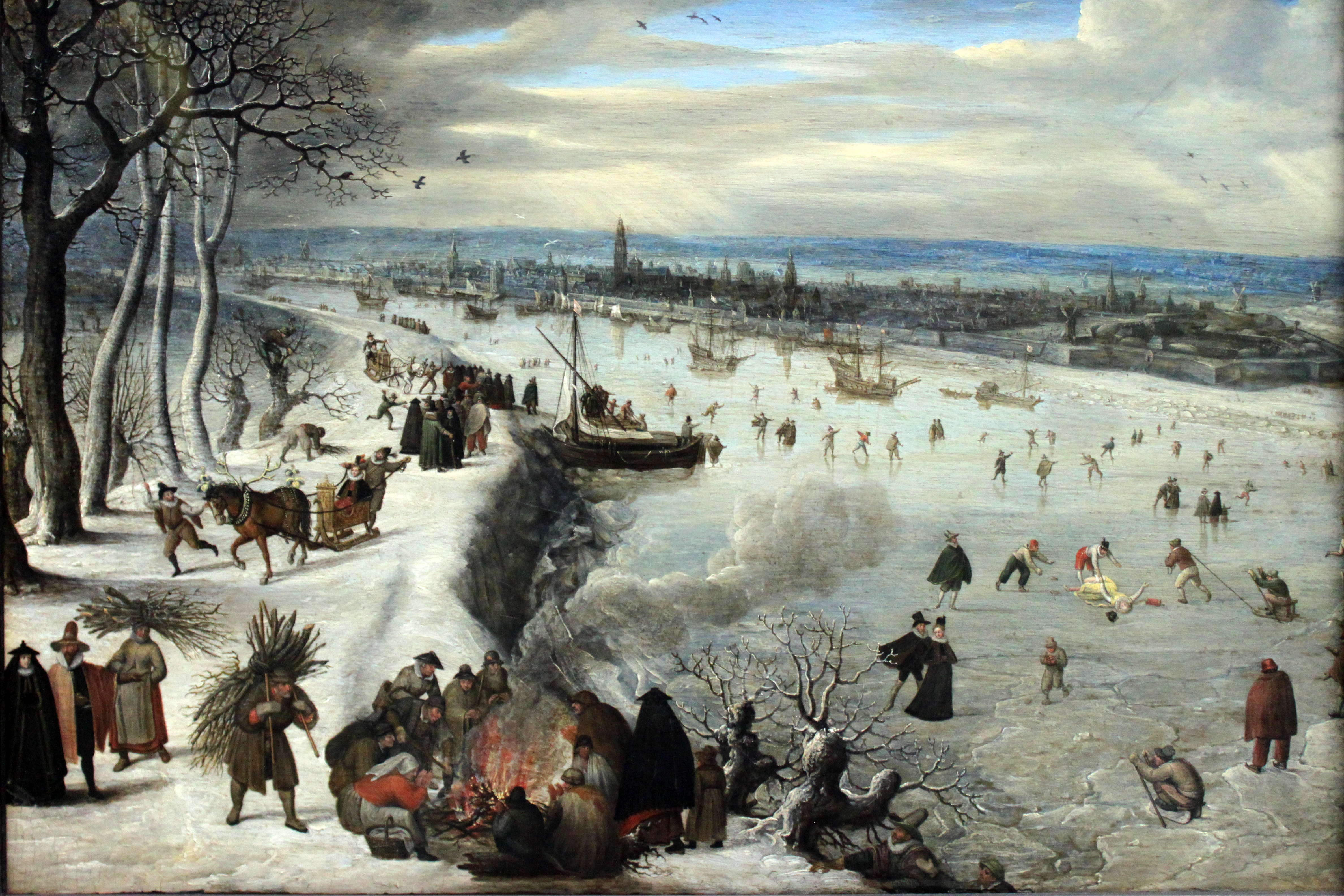
«Вид Антверпена с замёрзшей Шельдой» (1590), автор Лукас ван Фалькенборх

Точная дата возникновения за́мка Стен и города неизвестна, скорее всего, это произошло не ранее VII века.
В XV веке, когда Нидерландами правил Бургундский дом, почти все иностранные купеческие представительства находились в Антверпене, который тогда фактически являлся экономическим центром страны.
Когда разгорелась Нидерландская революция, Антверпен выступил на стороне восставших, так как среди его купеческого сословия преобладали протестанты. В 1585 году город был осаждён и взят испанскими войсками Алессандро Фарнезе, герцога Пармского. В ответ северные провинции перекрыли судоходство по Шельде, отрезав Антверпен от моря. Из-за этой блокады город, тогда являвшийся крупнейшим портом Западной Европы, сразу же пришёл в упадок, экономическая активность в кратчайшие сроки переместилась на север, преимущественно в Амстердам. К 1589 году население Антверпена со 100 тысяч жителей сократилось до 42 тысяч.
Мюнстерский мир 1648 года отдал Республике землю по обоим берегам устья реки Шельды, а за испанцами оставил город Антверпен. Тем самым Антверпен был отрезан от моря, что означало закрытие судоходства по Шельде и уничтожение торговой деятельности города. От блокады Шельды Антверпен страдал почти три века, за исключением перерывов в несколько десятилетий.
Краткое возрождение города началось с приходом к власти во Франции Наполеона, решившего создать в Антверпене крупный военный порт. Декретом 21 июля 1803 года Антверпен был объявлен первым военным портом на севере Франции, и до 1813 года французы занимались постройкой в его гавани верфи и двух больших доков, которые обошлись в 33 млн франков, а также расширением Шельды для обеспечения прохождения крупных судов к городу. Наполеон превратил Антверпен в огромную военно-морскую базу для своего флота, способную вместить 42 линейных корабля.
В 1830 году, во время бельгийской революции, генерал Шассе, глава голландского гарнизона в Антверпене, 17 октября объявил в городе осадное положение. Шассе продержался в цитадели два года и лишь после осады цитадели французами и бельгийцами, в декабре 1832 года он был вынужден сдаться маршалу Жерару, командовавшему французскими войсками в Бельгии.
При определении государственной границы Бельгии, которая отделилась от Нидерландов в 1834 году, Талейран за крупную взятку, полученную от голландского короля, предложил сделать Антверпен «вольным городом» под протекторатом Англии. Из-за последовавшего скандала знаменитый дипломат был вынужден уйти в отставку. Впоследствии Антверпен всё же вошёл в состав Бельгии. Но отделение Бельгии от Нидерландов привело к тому, что голландские власти снова начали брать пошлину за проход по Шельде, что наносило большой ущерб Антверпену.
Несмотря на падение экономической роли Антверпена, он продолжал оставаться крупным художественным и культурным центром Южных Нидерландов.
С конца XIX века начался новый период экономического подъёма, что было в первую очередь связано с выкупом в 1863 году Бельгией у Нидерландов права на пошлину за проход по Шельде, а также с расширением порта. Выкуп в 36 миллионов франков был выплачен самой Бельгией лишь на треть, четвертую часть внесла Великобритания, а остальную сумму внесли 19 других государств, заинтересованных в свободном плавании по Шельде, пропорционально своей доле в судоходстве, включая не только ряд европейских государств, но и такие отдалённые страны, как Турция, Бразилия, Аргентина, Чили, Перу и Эквадор.
Антверпен был первым городом, принимавшим чемпионат мира по гимнастике в 1903 году. В течение Первой мировой войны в Антверпен отступала бельгийская армия после поражения при Льеже. Осада Антверпена заняла всего 11 дней. Антверпен оставался под немецкой оккупацией вплоть до перемирия.
В 1920 году в Антверпене прошли Летние Олимпийские игры 1920.
Во время Второй мировой войны порт Антверпена стал стратегически важным объектом. Германия захватила город в мае 1940 года.
После освобождения города союзниками 4 сентября 1944 года, по соглашению северная часть порта Антверпена была отдана американцам, а южная часть порта и сам город британским войскам. Порт Антверпена стал целью бомбардировок ракетами «Фау-1» и «Фау-2». Всего по Антверпену было выпущено наибольшее количество ракет «Фау-2» за весь период войны. Город сильно пострадал из-за обстрелов, в результате прямого попадания ракеты в кинотеатр «Рекс» погибло 567 человек, что стало самым смертоносным взрывом ракеты во Второй мировой войне. Однако сам порт пострадал не сильно и продолжал работать.
После Второй мировой войны город стал крупным центром ортодоксального иудаизма. В 1980 году на еврейских детей было совершено нападение палестинским террористом, а спустя год в антверпенской синагоге произошёл теракт, ответственность за который взяла на себя палестинская террористическая организация Чёрный сентябрь. Сегодня в Антверпене проживает более 15 000 иудеев.
В 2003 году в Антверпене была совершена самая крупная в истории кража бриллиантов на сумму более 100 миллионов долларов. Несмотря на арест грабителей, большая часть бриллиантов так и не была найдена.

## Экономика
Согласно American Association of Port Authorities (AAPA) порт Антверпена был семнадцатым по величине (тоннажа) портом в мире в 2005 году и вторым после порта Роттердама в Европе.
Крупный промышленный центр: нефтехимическая промышленность, машиностроение и другие отрасли промышленности, атомная энергетика.
Антверпен — мировой центр обработки бриллиантов и их торговли.
Крупный образовательный центр: Антверпенский университет, несколько высших школ.
В городе один из самых высоких уровней безработицы в стране.
В Антверпене расположен главный офис компании по производству презервативов Zazoo.

## Транспорт

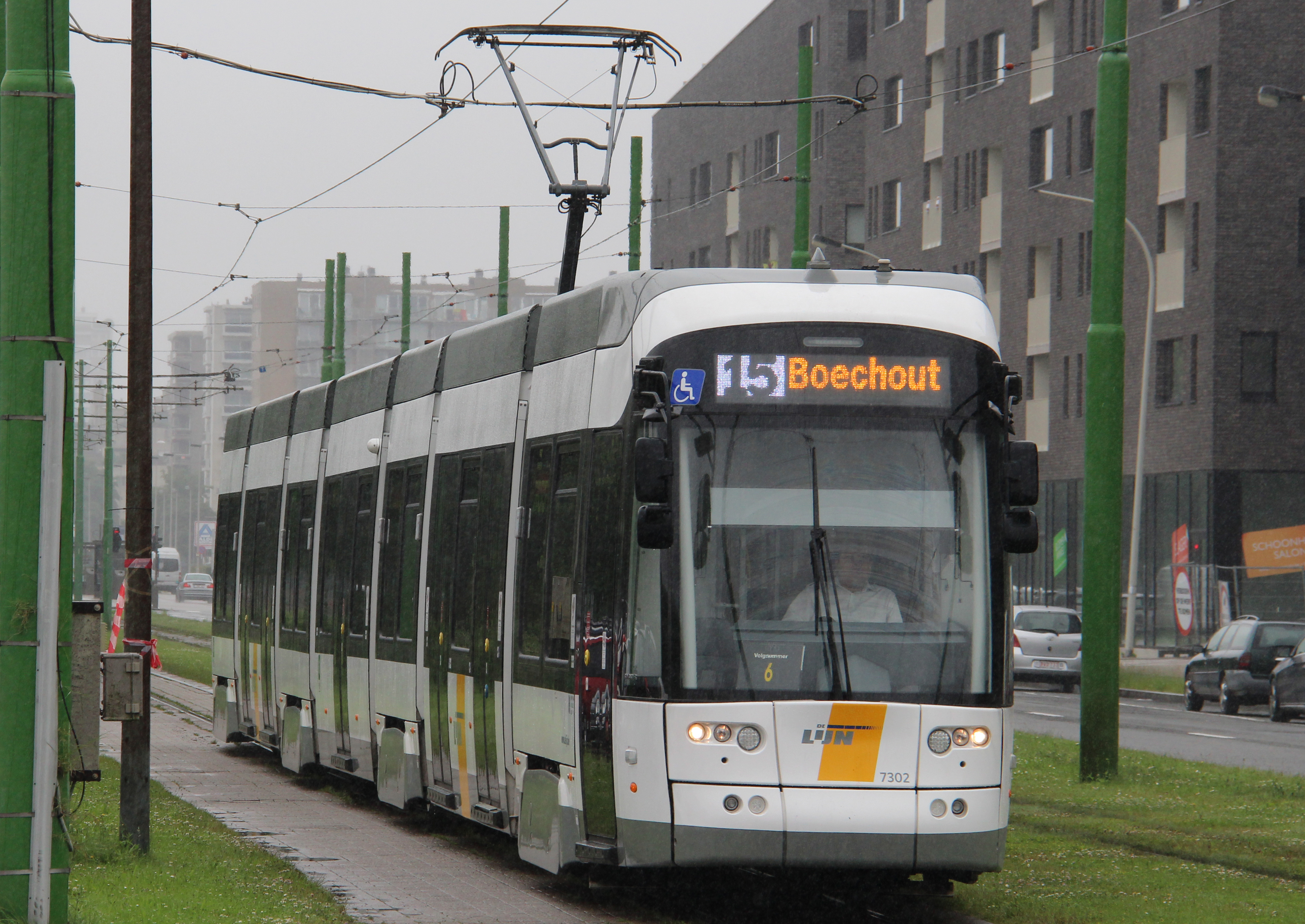
Трамвай Антверпена. (De Lijn — фирма-оператор общественного транспорта)

Скоростные автомагистрали связывают Антверпен с Гентом, Брюсселем, Хасселтом и Бредой (Нидерланды). В настоящее время ведутся работы по включению Антверпена в сеть высокоскоростных железных дорог.
Главный вокзал города — Антверпен-Центральный. Antwerpen-Noord — вторая по размерам в Европе сортировочная станция.
Городской общественный транспорт представлен автобусами и линиями обычного и подземного трамвая (сами антверпенцы зачастую используют термин «метро»). В перспективе возможно превращение линий подземного трамвая в полноценное метро.
Антверпенский Международный аэропорт расположен в двух км от центра города в районе Дёрне. Основные направления перелётов — Лондон и Манчестер. В 45 километрах от города находится брюссельский аэропорт, соединённый железнодорожным и автобусным сообщением с Антверпеном. Также в относительной доступности находится аэропорт Брюссель-Шарлеруа.

## Муниципалитет
Муниципалитет включает в себя собственно город Антверпен и несколько малых городов и разделяется на девять районов:
- Антверпен.
- Берхем.
- Берендрёхт-Зандфлит-Лилло.
- Borgerhout.
- Дёрне.
- Экерен.
- Хобокен.
- Мерксем.
- Вилрейк (Wilrijk).

## Культура
В XVII веке Антверпен имел славу художественного города благодаря антверпенской школе, которая включала в себя Рубенса, ван Дейка, Йорданса и других.

## Достопримечательности

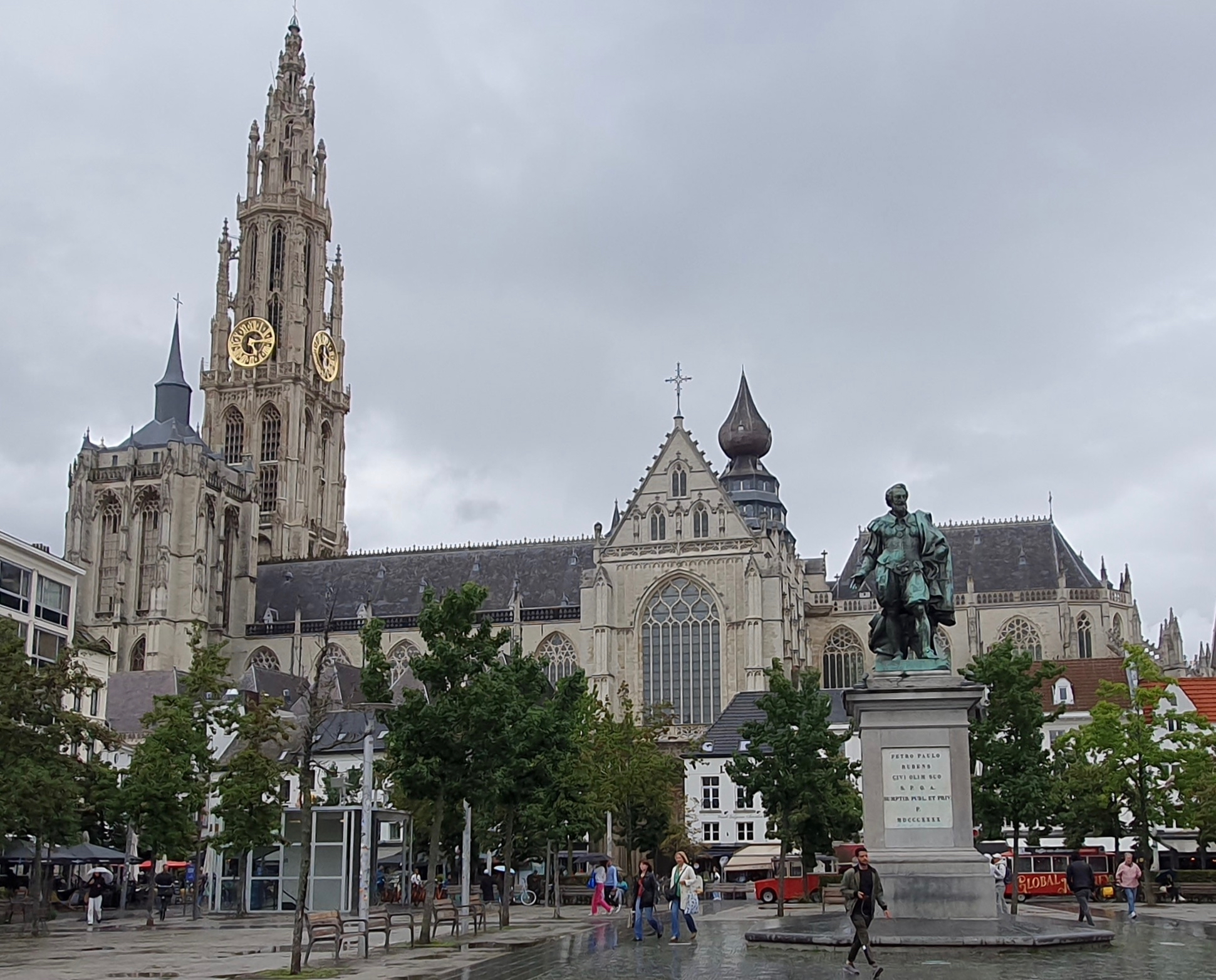
Собор Антверпенской Богоматери.

- Железнодорожный вокзал «Антверпен-Центральный».
- Антверпенский зоопарк — был основан в 1843 году, в зоопарке находится около 770 различных видов животных. Общая численность животных составляет более 6000 особей. Один из старейших зоопарков в мире.
- Фламандская опера.
- Улица Пеликанстрат, где расположено множество ювелирных магазинов.
- За́мок Стен, с расположенным в нём музеем судоходства, и памятник Длинному Вапперу.

- Городская ратуша и фонтан Брабо.
- Собор Антверпенской Богоматери.
- Собор Святого Павла.
- Дом Рубенса.

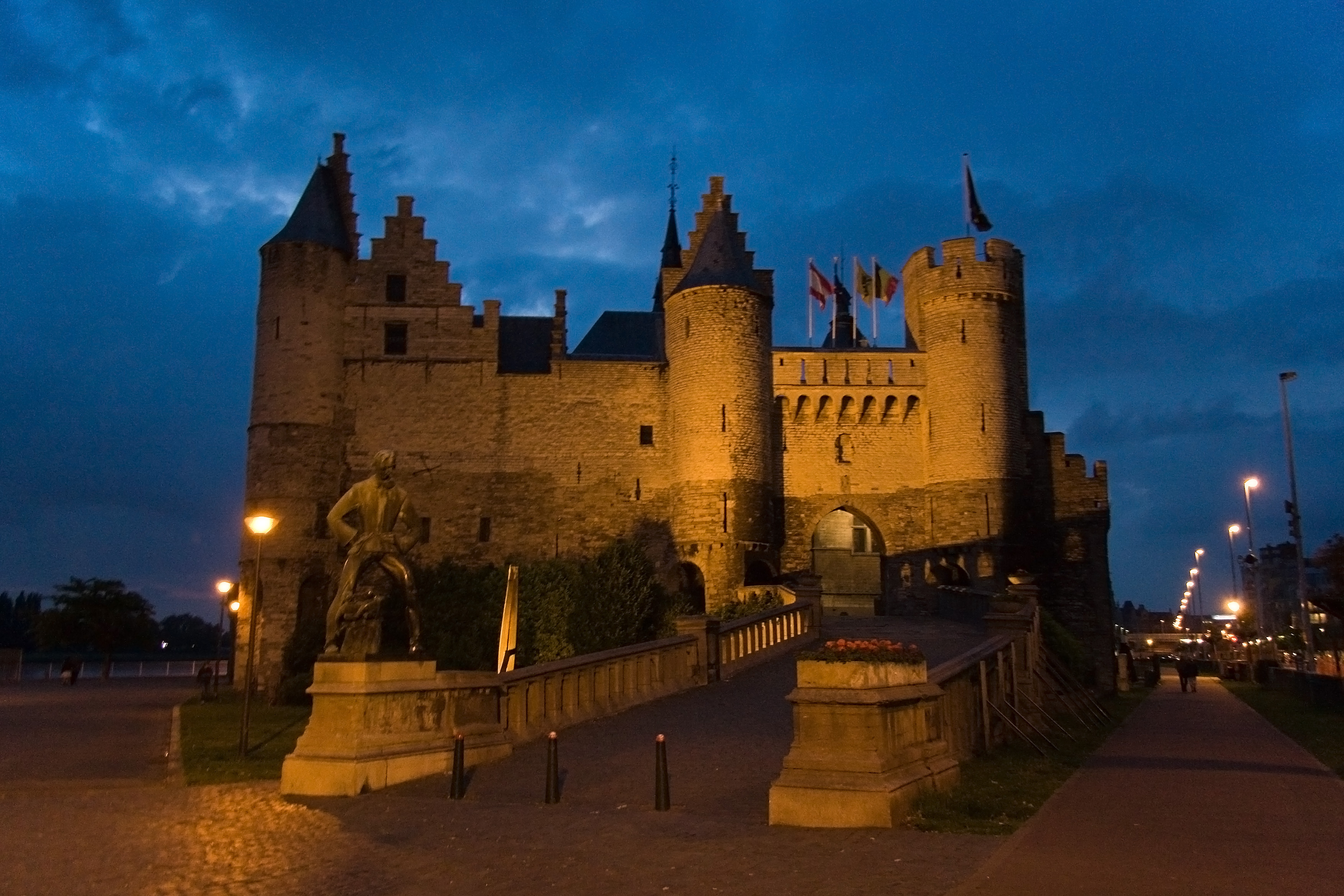
Средневековый за́мок Стен

- Королевский музей изящных искусств.
- Новый музей ан де Стром, крыша которого представляет собой смотровую площадку (проход бесплатный), защищённую от ветра стеклянными стенами.
- Музей Плантена-Моретуса.
- Музей современного искусства.
- Музей Майера ван ден Берга.
- Монумент Schelde Vrij (Свободная Шельда) — Памятник, установленный в 1873 году на пересечении восьми улиц (Scheldestraat, Geuzenstraat, Tolstraat, Zwijgerstraat и других) в честь отмены в 1863 году нидерландских пошлин на доступ к морю[11][12]. 20-метровый монумент с фигурами Нептуна (бог, покровитель моря) и Меркурия (бог, покровитель торговли) на вершине.
- Здание суда (торжественно открыто королём Бельгии 28 марта 2006 года).
- Памятник Петру Великому.
- Музей скульптур под открытым небом Мидделгейм.
- Замок Ден Брандт в одноимённом парке.
- Центр изучения русского языка, культуры и истории России[13].

## Спорт
В Антверпене есть одноимённый футбольный клуб «Антверпен» (Royal Antwerp Football Club), выступающий в Про-лиге. Образован в 1880 году. Домашним стадионом клуба является «Босэйлстадион», вмещающий 16 649 зрителей.

## В астрономии
В честь Антверпена назван астероид (1294) Антверпия, открытый 24 октября 1933 года бельгийским астрономом Эженом Дельпортом в Королевской обсерватории Бельгии.

## Города-побратимы
- Во-ан-Божоле
- Марсель
- Мюлуз
- Андернах
- Людвигсхафен-на-Рейне
- Росток
- Осло
- Парамарибо
- Акхисар